# XVI legislatura del Regno d'Italia
La XVI legislatura del Regno d'Italia ebbe inizio il 10 giugno 1886 e si concluse il 22 ottobre 1890.

## Governi
Governi formati dai Presidenti del Consiglio dei ministri su incarico reale.
1. Governo Depretis VII (29 giugno 1885 - 4 aprile 1887), presidente Agostino Depretis (Sinistra storica)
  - Composizione del governo: Sinistra storica
2. Governo Depretis VIII (4 aprile 1887 - 29 luglio 1887), presidente Agostino Depretis (Sinistra storica)
  - Composizione del governo: Sinistra storica
3. Governo Crispi I (29 luglio 1887 - 9 marzo 1889), presidente Francesco Crispi (Sinistra storica)
  - Composizione del governo: Sinistra storica
4. Governo Crispi II (9 marzo 1889 - 6 febbraio 1891), presidente Francesco Crispi (Sinistra storica)
  - Composizione del governo: Sinistra storica

## Parlamento

### Camera dei Deputati
I sessione
- Presidente
  - Giuseppe Biancheri, dal 10 giugno 1886

II sessione
- Presidente
  - Giuseppe Biancheri, dal 16 novembre 1887

III sessione
- Presidente
  - Giuseppe Biancheri, dal 28 gennaio 1889

IV sessione
- Presidente
  - Giuseppe Biancheri, dal 25 novembre 1889

Nella legislatura la Camera tenne 631 sedute.

### Senato del Regno
I sessione
- Presidente
  - Giacomo Durando, dal 10 giugno 1886

II sessione
- Presidente
  - Domenico Farini, dal 16 novembre 1887

III sessione
- Presidente
  - Domenico Farini, dal 28 gennaio 1889

IV sessione
- Presidente
  - Domenico Farini, dal 25 novembre 1889

Nella legislatura il Senato tenne 312 sedute.